# 馬頭牆
馬頭牆，又稱馬頭山牆，是中國傳統建築中封火牆的一種造型，為徽派建築重要標誌之一。因其牆頂部分形似馬頭而得名。依據馬頭牆頂的馬頭形狀可分為鵲尾式、印斗式、坐吻式、金印式或朝笏式等。

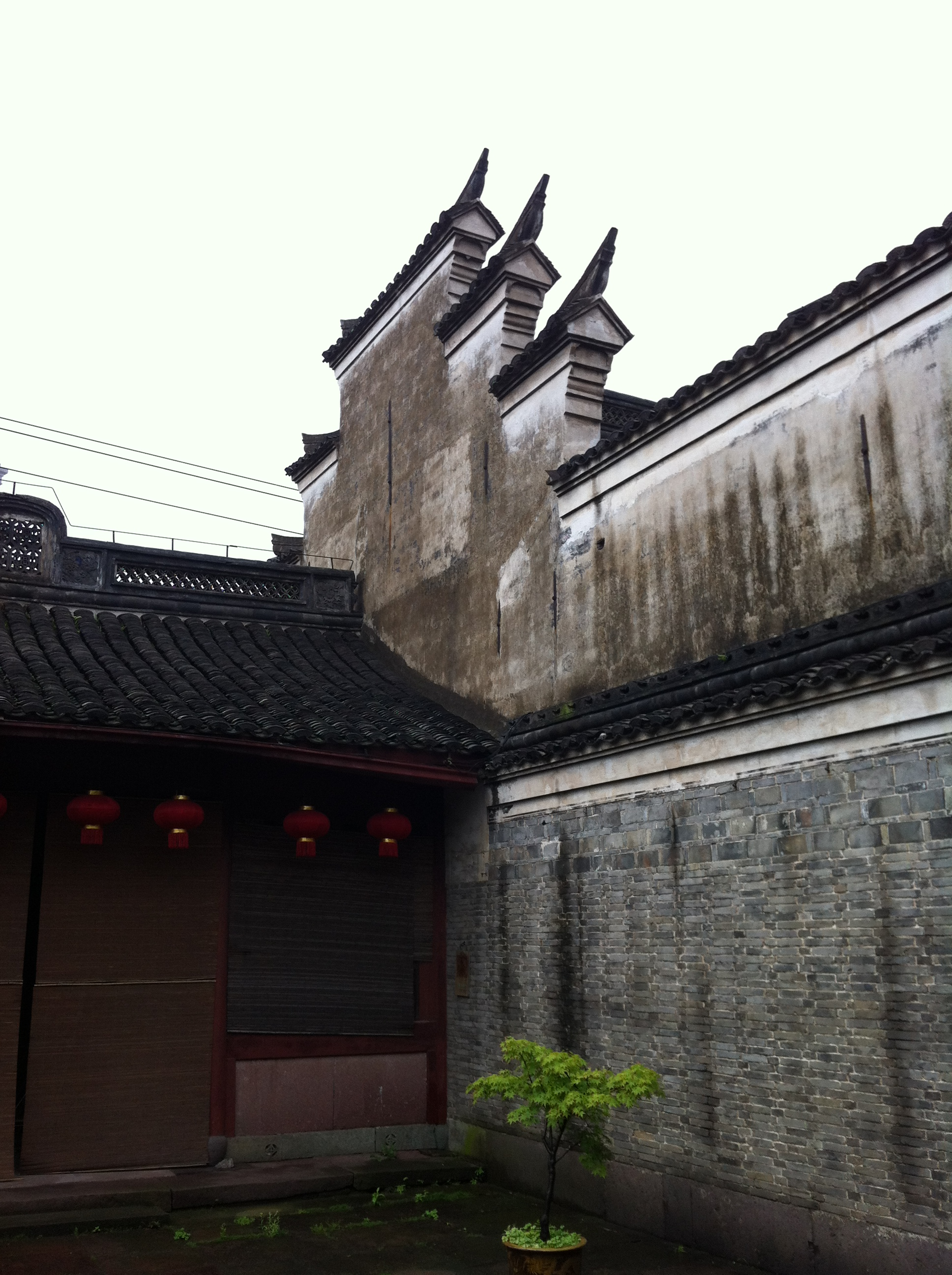
宁波秦氏支祠鵲尾式馬頭牆

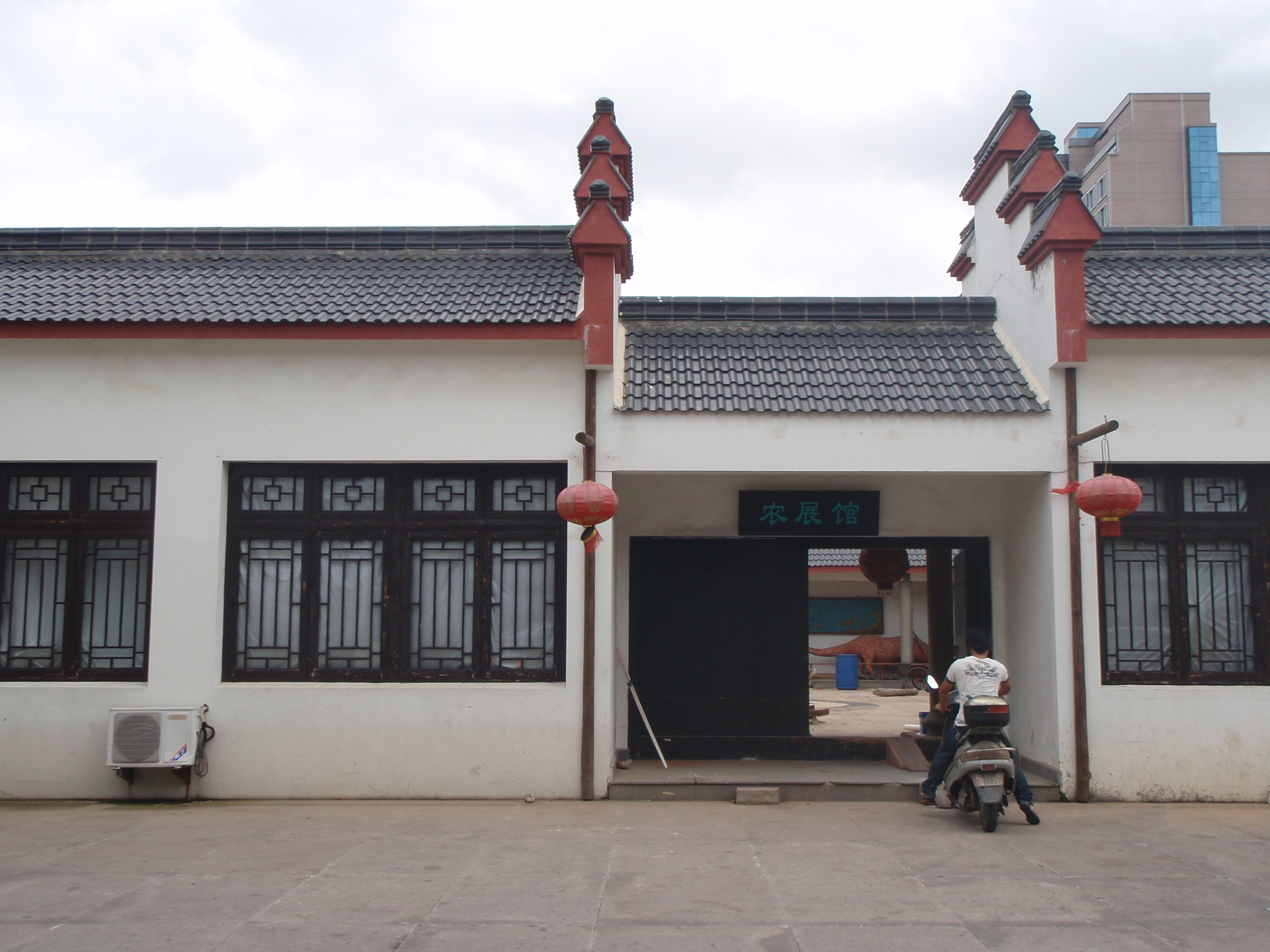
浙江省玉環縣農展館的馬頭牆

## 功能
由於傳統建築多以木造之，且為節約用地，房屋間的街巷都相當窄小。因此，為防火災的蔓延，便在屋與屋間加上大幅高出屋面的山牆。此外，高大的山牆與其屋簷使牆頭不致被雨水淋濕，保持房屋木結構的乾燥，進而達到保護木製主架構的作用。

## 分類
- 依疊數分

馬頭牆隨屋頂斜面層層疊落，呈梯級狀。以三至四層較常見(一說二至四層)，多至五疊，俗稱「五嶽朝天」。疊數的層層堆疊，亦有家族人丁興旺之寓意。

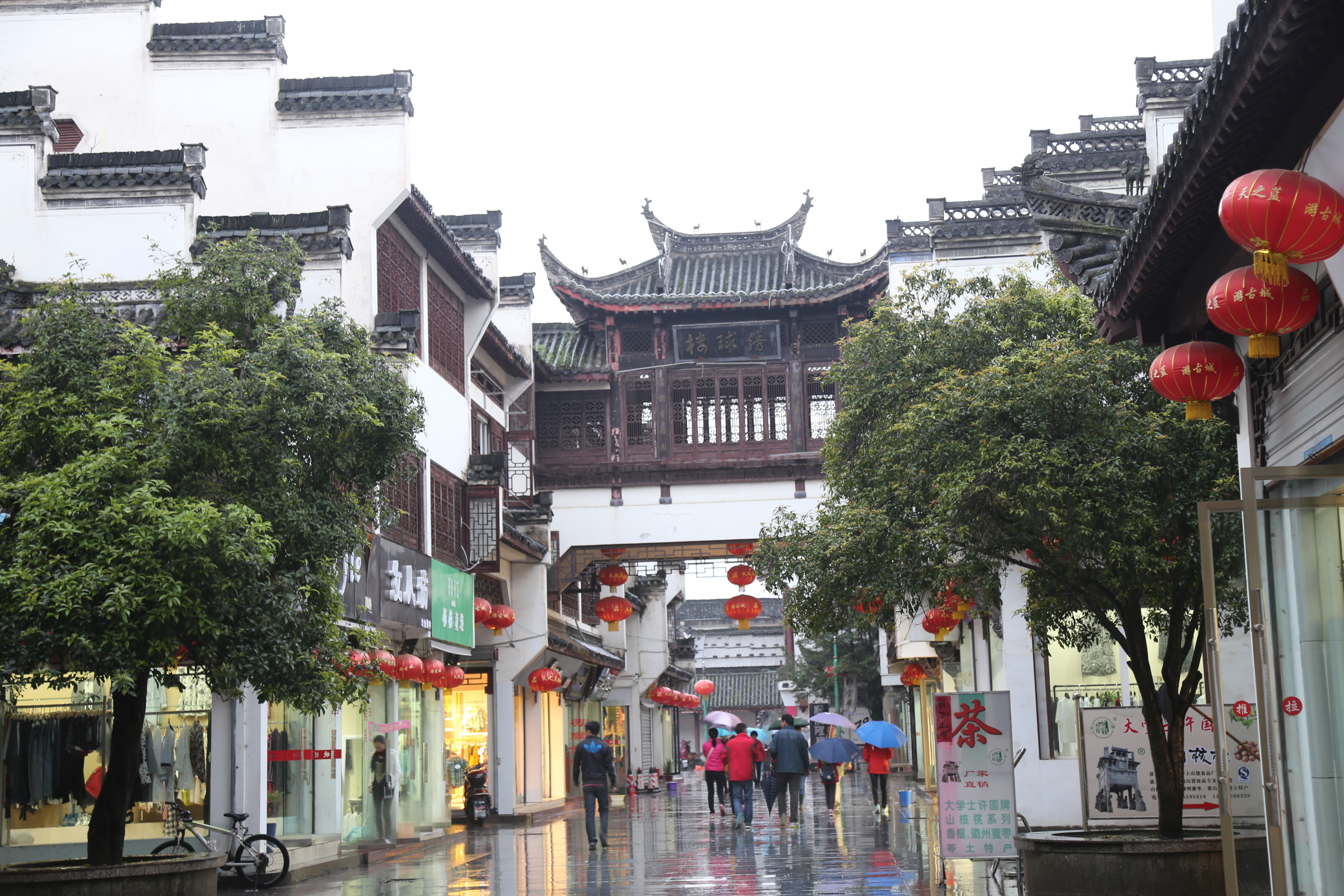
徽州印斗式馬頭牆

- 依裝飾物分

| 形式           | 特點                                                         |
| -------------- | ------------------------------------------------------------ |
| 鵲尾式         | 以形似喜鵲尾巴的雕刻磚為裝飾，形似清水脊。                   |
| 印斗式         | 以燒有"田"字紋的方磚裝飾，處理上可再細分為坐斗與挑斗。       |
| 坐吻式         | 以象徵滅火鎮邪、趨吉避凶的屋脊裝飾物為裝飾，如天狗、鰲魚等。 |
| 金印式、朝笏式 | 屋主對讀書與官位之嚮往。                                     |

## 變體
在湖北、湖南、江西流行一種飛簷翹角式的馬頭墻，以湖南的最爲明顯，如平江縣杜甫墓祠的封火墻。
其中湖南湖北的類似“︶”形、江西的類似“︺”形，如沿溪镇江畔村的封火墻。
這種翹角的馬頭墻不同于前述鵲尾式馬頭墻，江西不少馬頭墻僅爲鵲尾式，並非“︺”形翹角馬頭墻。